# Sarcocornia littorea
Sarcocornia littorea är en amarantväxtart som först beskrevs av Charles Edward Moss, och fick sitt nu gällande namn av Andrew John Scott. Sarcocornia littorea ingår i släktet Sarcocornia och familjen amarantväxter. Inga underarter finns listade i Catalogue of Life.